# 小西湖站
小西湖站是一个位于中国甘肃省兰州市七里河区西园街道西津东路小西湖立交桥东侧地下，兰州轨道交通1号线的地铁车站，于2019年6月23日开通。

## 车站结构
小西湖站沿西津东路设置，为地下两层双柱三跨（部分三柱四跨）岛式站台车站，车站长202米，标准段宽20.2米，车站地下一层为站厅层，地下二层为站台层。
| 地面              | 出入口 | A、C-D出入口                                                                                            |
| 地下一层          | 站厅   | 客服中心、自动售票机、验票机                                                                            |
| 地下二层          | 站台层 | \| \| \| █ 1号线往陈官营（七里河） \| \| 島式 · 開左邊车门 \| \| \| \| \| \| █ 1号线往东岗（文化宫） \| |
|                   |        | █ 1号线往陈官营（七里河）                                                                               |
| 島式 · 開左邊车门 |        | |
|                   |        | █ 1号线往东岗（文化宫）                                                                                 |

## 车站出口
小西湖站共设3个出口，各出口及周围设施如下所示：
| 编号                | 建议前往的目的地 | 照片 | 无障碍设施 |
| ------------------- | ---------------- | ---- | ---------- |
| A · 出口 · （设有） | 西津东路北侧     |      |            |
| C · 出口            | 西津东路南侧     |      | 不適用     |
| D · 出口            | 西津东路南侧     |      | 不適用     |
| 图例： 设有         |                  |      |            |

## 接驳交通

### 公交车
- 小西湖：1路、2路、6路、13路、18路、31路、32路、50路、56路、58路、103路、106路、107路、111路、118路、130路、136路、137路、139路、158路、K102路

## 车站历史
- 2015年11月10日，车站主体结构封顶[2]。
- 2019年6月23日，车站随1号线一期工程通车开通[1]。